# Ratoldo di Lotaringia
Ratoldo di Lotaringia (889 – 929) fu un re d'Italia che governò per circa un anno nell'896.
Egli era il più giovane dei figli illegittimi di Arnolfo di Carinzia da una sua concubina. L'identità della madre non è conosciuta con precisione: sua madre potrebbe essere stata la stessa di Sventibaldo, ma d'altronde essa avrebbe potuto essere una longobarda, che spiegherebbe l'educazione di Ratoldo tra il popolo italiano, oppure ancora una slava, basandosi sul nome che venne assegnato al bambino. Arnolfo riconobbe i figli Sventibaldo e Ratoldo come suoi successori.
Dopo che Arnolfo venne incoronato re d'Italia a Pavia nell'896, egli lasciò Ratoldo come viceré nominale a Milano e attraversò le Alpi per recarsi in Germania. Immediatamente in seguito Lamberto II di Spoleto, un contendente di Arnolfo per la corona d'Italia, prese il controllo della nazione e costrinse Ratoldo a fuggire.

## Ascendenza
|                          |   |                       | Genitori          |  |  | Nonni |  |  | Bisnonni                 |  |  | Trisnonni       |  |
|                          |   |                       |                   |  |  |       |  |  | Ludovico II il Germanico |  |  | Ludovico il Pio |  |
|                          |   |                       |                   |  |  |       |  |  | Ludovico II il Germanico |  |  | Ludovico il Pio |  |
|                          |   | Ermengarda di Hesbaye |                   |  |  |       |  |  | Ludovico II il Germanico |  |  |                 |  |
| Carlomanno di Baviera    |   |                       |                   |  |  |       |  |  | Ludovico II il Germanico |  |  |                 |  |
|                          |   | Emma di Baviera       | Guelfo I          |  |  |       |  |  |                          |  |  |                 |  |
|                          |   | Emma di Baviera       | Guelfo I          |  |  |       |  |  |                          |  |  |                 |  |
|                          |   | Emma di Baviera       | Edvige di Baviera |  |  |       |  |  |                          |  |  |                 |  |
| Arnolfo di Carinzia      |   | Emma di Baviera       |                   |  |  |       |  |  |                          |  |  |                 |  |
|                          |   | …                     | …                 |  |  |       |  |  |                          |  |  |                 |  |
|                          |   | …                     | …                 |  |  |       |  |  |                          |  |  |                 |  |
|                          |   | …                     | …                 |  |  |       |  |  |                          |  |  |                 |  |
| Liutswind                |   | …                     |                   |  |  |       |  |  |                          |  |  |                 |  |
|                          |   | …                     | …                 |  |  |       |  |  |                          |  |  |                 |  |
|                          |   | …                     | …                 |  |  |       |  |  |                          |  |  |                 |  |
|                          |   | …                     | …                 |  |  |       |  |  |                          |  |  |                 |  |
| Ludovico IV il Fanciullo |   | …                     |                   |  |  |       |  |  |                          |  |  |                 |  |
|                          | … | …                     |                   |  |  |       |  |  |                          |  |  |                 |  |
|                          | … | …                     |                   |  |  |       |  |  |                          |  |  |                 |  |
|                          | … | …                     |                   |  |  |       |  |  |                          |  |  |                 |  |
| …                        | … |                       |                   |  |  |       |  |  |                          |  |  |                 |  |
|                          |   | …                     | …                 |  |  |       |  |  |                          |  |  |                 |  |
|                          |   | …                     | …                 |  |  |       |  |  |                          |  |  |                 |  |
|                          |   | …                     | …                 |  |  |       |  |  |                          |  |  |                 |  |
| …                        |   | …                     |                   |  |  |       |  |  |                          |  |  |                 |  |
|                          |   | …                     | …                 |  |  |       |  |  |                          |  |  |                 |  |
|                          |   | …                     | …                 |  |  |       |  |  |                          |  |  |                 |  |
|                          |   | …                     | …                 |  |  |       |  |  |                          |  |  |                 |  |
| …                        |   | …                     |                   |  |  |       |  |  |                          |  |  |                 |  |
|                          |   | …                     | …                 |  |  |       |  |  |                          |  |  |                 |  |
|                          |   | …                     | …                 |  |  |       |  |  |                          |  |  |                 |  |
|                          |   | …                     | …                 |  |  |       |  |  |                          |  |  |                 |  |
|                          |   | …                     |                   |  |  |       |  |  |                          |  |  |                 |  |